# Yuli Vorontsov
Yuli Mikhiïlovitch Vorontsov (em russo:  Юлий Михайлович Воронцов) (Leninegrado, 1929 - Moscovo, 12 de dezembro de 2007) foi um diplomata soviético e depois russo. Ocupou postos importantes nos últimos anos da União Soviética e nos primeiros anos da nova Rússia, após a dissolução da URSS em 1991. Foi presidente do Centro Internacional Roerichs em Moscovo.
Em meados da década de 1970 foi encarregado de negócios da embaixada soviética em Washington sob o embaixador Dobrynin. Foi embaixador na Índia (1978-1983) e França (1983-1986). Regressou a Moscovo para ser o primeiro vice-ministro dos Negócios Estrangeiros da URSS (1986-1990) e participou em conversações com os Estados Unidos, para redução de arsenais. Em 1988-1989, foi em simultâneo embaixador no Afeganistão durante a retirada soviética do país. Foi o último Representante Permanente da URSS nas Nações Unidas entre 1990 e 1991 e o primeiro da Rússia, de 1991 a 1994. Depois foi embaixador da Rússia nos Estados Unidos, de 1994 a 1998.